# Kvarnerski zaliv
Kvarnerski zaliv, ili kraće Kvarner, je pored Tršćanskog zaliva najveći morski zaliv na Jadranu. U zalivu se nalaze ostrva među kojima su najveća Krk, Cres, Rab i Pag. Kvarnersko primorje obuhvata najistočniji deo poluostrva Istre, kopno oko Riječkog zaliva i primorsku stranu Velebita. Najveća ostrva predstavljaju planine u moru jer se dižu 600-700 m sa dna mora dubokog pedesetak m. Najveći grad na obali Kvarnerskog zaliva je Rijeka. Kvarner je administrativno podeljen između četiri županije: Istarsku. Primorsko-goransku, Ličko-senjsku i Zadarsku (Silba, Olib i Premuda).

## Karakteristike
Kvarner se deli na kopneni deo: kvarnersko primorje ili kvarnerska rivijera ili kvarnerska obala, kvarnerska ostrva i na morski deo Kvarnera.

### Kvarnerska ostrva
Od juga prema severu sledeća su ostrva: Premuda, Silba, Olib, Planik, Maun i Škrda (pod Zadarskom županijom), severni deo Paga (Ličko senjska županija), te u Primorsko-goranskoj županiji Dolin, Rab, Goli, Grgur, Prvić i Krk te prema zapadu su Istarska ostrva Ilovik, Orjule (Vele i Male), Lošinj, Susak (ili Sansego), Srakane, Unije i Cres.

### Kvarnerski zaliv - more
Kvarnerski zaliv je ostrvskim nizovima razdeljen na Riječki zaliv (sever), Velebitsko-vinodolski kanal (deo između obale Hrvatskoga primorja i ostrva Krka, Raba i severnog dela Paga), Kvarnerić (ital. Quarnerolo) između ostrva Krka, Raba i Paga, s jedne, i Cresa i Lošinja s druge strane te zaliva Kvarner u užem smislu (Sinus Flanaticus) - zaljev između ostrva Cresa i Lošinja i istarske obale.
Vela vrata (ital. Canale di Faresina, tal.) je tesnac (širok 4,2 km) na sjeveru Kvarnera između Cresa i istarske obale koji vodi u Riječki zaliv (ital. Golfo di Fiume) te Unijski kanal između Lošinja i Unija i Srakana, Srednja vrata između Cresa i Lošinja na severu Kvarnerića, te Paški kanal između Paga i Raba, Velebitski kanal (ital. Canale della Morlacca) izmešu kopna i ostrva Paga, Raba, Golog, Grgura i Prvića koji se na severu produžava u Vinodolski kanal između kopna i ostrva Krk koji završava tesnacem Mala vrata na ulazu u Riječki zaliv.
Kvarnerski zaliv je vrlo razveden, prosječno dubok 50 m, u Riječkom zaljevu 50-60 m. U Kvarneriću je maksimalna dubina 104 m, i to na istoku Cresa. Zaljev je najdublji u kanalu Krušija između Plavnika i Cresa -114 m. Dno mora je muljevito u središnjim delovima zaliva šta pogoduje razvoju kvarnerskih škampa omiljene poslastice, a uz otoke obala dno je kamenito.
Prosečna amplituda plime i oseke u Rijeci je 30 cm. Maksimalna amplituda zabilježena u Rijeci iznosi 1.35 m, za razliku od tog u Veneciji 2.15, a u Trstu 2,41 m.

### Kvarnerska rivijera
Kvarnerska rivijera ili Kvarnersko primorje obuhvata deo Hrvatskog primorja najčešće se navodi od fjorda Jablanac prema zapadu, Riječko primorje do uvale Preluka te istarsku Liburniju (od Voloskog do Plomina) te ostali dio jugoistočne istarske obale uz zaliv Kvarner. Ispod Velebita obala je strma i uglavnom nepristupačna (u većem delu Velebitskog kanala) s izrazitim kraškim kamenjarima i vegetacijom makije, da bi u Vinodolskom kanalu između kopna i otoka Krka obala bila pitomija s blažim padinama i plažama, a od Novog Vinodolskog prema zapadu vegetacija je mnogto bujnja (hrastovi i borovi). Na području Bakarskog zaliva opet su izrazite kraške pojave, da bi se od Kostrene do Preluke reljef i priroda opet postali pitomiji.
Od većih reka koje se ulivaju u Kvarner su Rječina i Raša, a na Hrvatskom primorju se ulijevaju vode iz akumulacionih jezera Lokve i Bajer (za hidrocentralu Tribalj) koje se spajaju s vodama potoka u Vinodolskoj dolini i ulivaju u Crikvenici, a istočno od Senja ulivaju se vode reka Like i Gacke za hidrocentralu kod Kalića.
Na rivijeri se nalaze dva veća zaljeva: Bakarski i Raški zaljev, te manji zaljevi poput fjorda Jablanac te Žrnovice i Povile kraj Novog Vinodolskog i Plominskog zaliva na istarskoj obali Istre.

## Klima
Klima je tipično mediteranska sa blagim zimama, ali kako je Kvarnerski zaliv prema severoistoku okružen rubom visokih planina, često je zimi izložen uticaju planinske, tj. kontinentalne klime sa prodorima hladnoga vazduha - bura sa severoistoka, i tramontana sa severa. Dosta je lokacija na Kvarneru koje su zaštićene od udara bure kao npr čitava jugozapadna strana otoka Raba i Lošinja, zatim područje Liburnije gde su mikroklimatski uslovi zimi sa suptropskim karakteristikama pa na Rabu i Lošinju uspešno rastu agrumi.
Kvarnerska strana Učke privlači kišne oblake, tako da je u pojedinim godinama Rijeka rekorder na istočnoj obali Jadrana po količini padalina.

## Naselja
Najveći grad Kvarnera je Rijeka, velika luka i bivši industrijski centar, ostali veći urbani centri su letovalište Crkvenica i grad Senj na istoku, te Krk i Rab u sredini Kvarnera. Na Kvarneru u užem smislu veći grad je Cres, uz historijski gradić Osor na prevlaci koja razdvaja ostrvo Cres od Lošinja. te najveći grad na svim jadranskim ostrvima - Mali Lošinj.
Duž istarske obale Kvarnera, nakon ljetovališta i zimovališta Opatije i Lovrana, nema većih gradova, već samo manjih luka; Plomin, Rakalj, letovalište Rabac, Krnica, Ližnjan i Medulin.

## Saobraćaj
Nekad intezivan pomorski saobraćaj Kvarnerom odvijao se iz Rijeke za Dalmaciju gde brodovi plove Kvarnerićem, a kroz Vela vrata i zaliv Kvarner plove veći teretni brodovi prema otvorenom moru. Zbog dubine mora riječka luka može primati capesize brodove (koji premašuju mere za plovidbu Panamskim i Sueskim kanalom). Od svih ostrva je jedino Krk mostom povezan s kopnom (Titov ili Krčki most), a najprometnije trajektne linije su Prizna-Novalja za ostrvo Pag, Stinica (ranije Jablanac)-ostrvo Rab te Brestova-Porozina za ostrva Cres i Lošinj. Pored toga dobrom katamaranskom vezom povezani su Rab, Mali Lošinj i Susak sa Rijekom, a u letno sezoni aktualna je putnička brodska i katamaranska linija Pula-Mali Lošinj-Zadar.
Kroz istočne kvarnerske otoke prolazi put Plava magistrala koja vodi od Titovog do Pašogi mosta sa trajektnim vezama Krka i Raba (Baška-Lopar), Raba i Paga (Pudarica-Stara Novalja). Otok Krk je od nedavno spojen trajektnom linijom s otokom Cresom (Merag) tako da se plava magistrala proširila i na cresko-lošinjski arhipelag.

## Etimologija
Za rane antike zaliv Kvarner (u užem smislu) se nazivao Sinus Flanaticus, po Flanoni (današnji Plomin u Istri), a za čitav Kvarnerski zaliv u kasnoj antici se koristi naziv Liburnicus Sinus (Liburnski zaliv) dat po rimskoj pokrajini Liburniji u sastavu Dalmacije. Spominje se i rimski naziv Sinus Polaticus (nazvan po rimskoj Poli), a naziv Sinus Carnarius (verovatno Kranjski zaliv) je iz potpuno nesigurnih izvora.
U kasnom srednjem veku spominje se naziv Carnario (Dante) i Kvarner, ali etimološki ostaju zagonetno.
Po jednoj hipotezi ime Kvarner možda potiče od latinskog mare quaternarium = četiri mora, jer je ostrvima navodno bio podeljen na četiri plovna puta, ali ta 4 plovna puta (zapadni prema Veneciji i Raveni, južni prema Zadru, istočni prema Senju i severni prema Rijeci) spada u nategnutu tezu.
Najbliža reč su kvarnar, u istarskom čakaskom dijalektu znači četrdeset, što se teško može smisleno povezati sa Kvarnerom, te engleska riječ corner smisleno bi odgovaralo Kvarneru, morski kut, ugao prema kopnu, ali ta reč, istorijski gledano, nije mogla doći iz engleskog jezika, jedino ako je reč korner keltskog porekla.
Ime Carnario koji je spomenuo Dante asocira na carne (meso) ili, po drugim hipotezama, ime potiče od italijanskog cavernariu = zaliv pećina, ali kvarnerski zaliv ipak ne karakterizuju morske pećine (ima ih pet).